# گودین (دولوگو)

گودین شهری در شهرستان دولوگو در استان بازگا در بورکینافاسوی مرکزی است و جمعیت آن ۵۴۷ نفر است.